# Miss Marx
Miss Marx es una película de drama biográfico de 2020 sobre Eleanor Marx, escrita y dirigida por Susanna Nicchiarelli. Esta película de idioma inglés de coproducción italiana y belga está protagonizada por Romola Garai como Eleanor y Patrick Kennedy como su amante Edward Aveling. Tuvo su estreno mundial en el Festival de Cine de Venecia el 5 de septiembre de 2020.

## Trama
La educada y brillante Eleanor Marx, la hija menor de Karl Marx, está a la vanguardia de la promoción del socialismo en el Reino Unido, participando en las luchas de los trabajadores, luchando por los derechos de las mujeres y la abolición del trabajo infantil. En 1883, conoció a Edward Aveling, un dramaturgo talentoso pero un hombre egoísta y derrochador. Mientras intenta endeudarse y consumir el legado que Friedrich Engels le dejó a Eleanor, Edward no se da cuenta de que también consume toda la existencia de su devota compañera, quien, aunque consciente de que ella está experimentando la misma "opresión moral" impuesta por el patriarcado y condenada por ella, es incapaz de redimir su propia felicidad y, en última instancia, ni siquiera su propia vida. En la escena en que Eleanor y Edward juegan el famoso diálogo entre Nora y Helmer durante la puesta en escena de Casa de muñecas de Ibsen, los dos personajes parecen trazar a través de las palabras del otro el destino injusto con destino a Eleanor, así como para muchos otros: el destino de una mujer condicionada y limitada a lo largo de su vida por las figuras masculinas más queridas por ella. En 1898, Eleanor pierde toda la energía y, adicta al opio, se suicida.

## Elenco
- Romola Garai como Eleanor Marx
- Patrick Kennedy como Edward Aveling
- John Gordon Sinclair como Friedrich Engels
- Felicity Montagu como Helene Demuth
- Karina Fernandez como Olive Schreiner
- Emma Cunniffe como Laura Marx
- George Arrendell como Paul Lafargue
- Célestin Ryelandt como Johnny Longuet
- Oliver Chris como Friedrich 'Freddy' Demuth
- Alexandra Lewis como la segunda esposa de Aveling
- Georgina Sadler como Gerty
- Miel van Hasselt como Wilhelm Liebknecht
- Freddy Drabble como Havelock Ellis
- Philip Gröning como Karl Marx

## Producción
El rodaje comenzó el 18 de noviembre de 2019 en Collegno, Turín.

## Lanzamiento
La película tuvo su estreno mundial en la sección principal de la competencia internacional en el 77° Festival de Cine de Venecia el 5 de septiembre de 2020. Fue estrenada en Italia por 01 Distribution el 17 de septiembre de 2020.

## Reception

### Taquilla
Miss Marx recaudó 0$ en los Estados Unidos y Canadá, y un total mundial de $ 590,376.

### Recepción crítica
En el sitio web del agregador de reseñas Rotten Tomatoes, la película tiene un índice de aprobación del 40% basado en 10 reseñas, con una media ponderada de 5.4 / 10.

### Premios y nominaciones
- Premios David di Donatello (2021)
  - David di Donatello al Mejor Productor para Marta Donzelli, Gregorio Paonessa, Joseph Rouschop y Valérie Bournonville
  - David di Donatello al Mejor Disfraz a Massimo Cantini Parrini
  - David di Donatello a la mejor puntuación para Gatto Ciliegia contro il Grande Freddo y Downtown Boys
  - Nominación a David di Donatello a Mejor Película
  - Nominación a David di Donatello a Mejor Director para Susanna Nicchiarelli
  - Nominación a David di Donatello a la mejor fotografía para Crystel Fournier
  - Nominación para David di Donatello a los mejores decorados y decorados para Alessandro Vannucci, Igor Gabriel y Fiorella Cicolini
  - Nominación a David di Donatello a Mejor Maquillaje para Diego Prestopino
  - Nominación a David di Donatello al Mejor Diseño de Peinado para Domingo Santoro
  - Nominación a David di Donatello a los mejores efectos visuales para Massimiliano Battista
  - Nominación a David di Donatello al Mejor Sonido para Adriano Di Lorenzo, Pierpaolo Merafino, Marc Bastien, Pierre Greco y Franco Piscopo